# Habralebra willinki
Habralebra willinki är en insektsart som beskrevs av Young 1957. Habralebra willinki ingår i släktet Habralebra och familjen dvärgstritar. Inga underarter finns listade i Catalogue of Life.